# Гьестванг, Альв
Альв Гьестванг (норв. Alv Gjestvang, 13 сентября 1937, Эстре-Тутен, Оппланн, Норвегия — 26 ноября 2016, Лиллехаммер, Норвегия) — норвежский конькобежец, призёр Олимпийских игр 1956 и 1964 годов.

## Спортивная карьера
Представлял конькобежные клубы «Скрея Идреттслаг», «Хамар Идреттслаг» и «Осло Идреттслаг».
Выступал в тот период, когда не было отдельных соревнований по спринту. Трижды квалифицировался на чемпионаты мира по классическому многоборью, но как спринтер не мог там рассчитывать на высокий итоговый результат. При этом на 500-метровке дважды показывал третий результат — в 1956 и 1959 гг., когда соревнования проводились в Осло.
Наилучших достижений добился на зимних Олимпийских играх: в итальянском Кортина-д’Ампеццо (1956) завоевал бронзовую медаль, а в Иннсбруке (1964) — серебро на дистанции 500 м, установив личный рекорд 40,6 сек. На зимних Играх в американском Скво-Вэлли (1960) занял шестое место.
Являлся шестикратным чемпионом Норвегии на 500-метровке (1959—1965). С 1956 по 1968 г. являлся рекордсменом Норвегии на этой дистанции. 
По завершении спортивной карьеры управлял парикмахерской в Лиллехаммере.